# Nangqen
Nangqen (en tibetano, 	ནང་ཆེན ; pinyin tibetano, Nangqên; en chino, 囊谦; pinyin, Nángqiān, léase Nang-Chian) es un condado bajo la administración directa de la Prefectura Yushu en la Provincia de Qinghai, República Popular China.  Su área es de 12 060 km² y su población total para 2010 superó los 85 mil habitantes.

## Administración
Desde julio de 2020, el  condado Nangqen se divide en 10 pueblos que se administran en 1 poblados y 9 villas. 

## Toponimia
El nombre del condado se deriva del antiguo rey (nang chen rgyal po) y del Reino de Nangchen, una confederación tribal que surgió como un reino budista unificado en el siglo XIII. El condado actual comprende el área central del antiguo reino.